# Simino Brdo
Simino Brdo (Servisch cyrillisch Симино Брдо) is een plaats in de Servische gemeente Loznica. De plaats telt 244 inwoners (2002).